# Adale
Adale (Somali: Cadale oder ’Adale, auch El Athale oder Itala) ist ein Ort im Süden Somalias mit etwa 5600 Einwohnern. Er liegt an der Küste des Indischen Ozean und ist der Hauptort des Distrikts Adale in der Region Shabeellaha Dhexe.